# Резня в Велика-Круше
Резня в Велика-Круше (алб. Masakra e Krushës së Madhe, серб. Масакр у Великој Круши / Masakr u Velikoj Kruši) — массовое убийство, произошедшее рядом с Ораховац, Косово, в ходе Косовской войны во второй половине дня 25 марта 1999 года.
По данным албанских свидетелей, специальное полицейское подразделение вошло в село, отделило мужчин от мальчиков, и убило их. Human Right Watch сообщила, что более 90 человек были убиты. После резни женщины и дети были изгнаны из города.

## Военное преступление
Массовое убийство в Велика-Круше стало частью обвинения в военных преступлениях против Слободана Милошевича и других сербских политических и военных руководителей:

25 марта 1999 года села Велика Круше и Мала Круше подверглись нападению со стороны Союзной Республики Югославия и Сербии.
Жители села нашли убежище в лесистой местности за пределами Велика Круше (Круше-и-Мадэ), где они могли наблюдать за систематическим грабежом полиции, а затем сжигали дома жителей деревни.
Утром 26 марта 1999 года сербская полиция разместила жителей деревни в лесу.
Полиция приказала женщинам и маленьким детям покинуть этот район и отправиться в Албанию. Затем полиция обыскала мужчин и мальчиков и взяла их документы, удостоверяющие личность, после чего их заставили идти в необитаемый дом между лесом и Малой Круше (Круше-э-Вогель).
Как только мужчины и мальчики были собраны внутри дома, полиция открыла огонь по группе.

После нескольких минут стрельбы полиция свалила сено на трупы мужчин и мальчиков и подожгла дом, чтобы сжечь тела. В результате стрельбы и пожара около 105 косовских албанских мужчин и мальчиков были убиты сербской полицией.— Обвинения в военных преступлениях против Милошевича и других

## Внешние ссылки
- Human Rights Publication — Massacre in Pastasel, Orahovac